# Window in the Skies
Window in the Skies is een nummer van de band U2. Op 1 januari 2007 kwam het uit als de tweede single van U218 Singles, hun compilatiealbum uit 2006.

## Videoclip
De videoclip van Window in the Skies is een montage van ongeveer 100 clips waarop je zangers en zangeressen (waaronder Elvis Presley, Frank Sinatra, Jimi Hendrix, David Bowie, Queen, Nirvana, de Red Hot Chili Peppers, The Police en The Beatles) uit de afgelopen 50 jaar voorbij ziet komen. De clips zijn bij elkaar gevoegd en zó gemonteerd dat de beweging van hun mond overeenkomt met de tekst van Window in the Skies. De leden van U2 zelf zijn in de clip slechts even te zien, in de menigte als fans.

### Hitnotering
| "Window in the Skies" in de Nederlandse Top 40 - binnen: 13 januari 2007 | "Window in the Skies" in de Nederlandse Top 40 - binnen: 13 januari 2007 | "Window in the Skies" in de Nederlandse Top 40 - binnen: 13 januari 2007 | "Window in the Skies" in de Nederlandse Top 40 - binnen: 13 januari 2007 | "Window in the Skies" in de Nederlandse Top 40 - binnen: 13 januari 2007 | "Window in the Skies" in de Nederlandse Top 40 - binnen: 13 januari 2007 | "Window in the Skies" in de Nederlandse Top 40 - binnen: 13 januari 2007 | "Window in the Skies" in de Nederlandse Top 40 - binnen: 13 januari 2007 | "Window in the Skies" in de Nederlandse Top 40 - binnen: 13 januari 2007 | "Window in the Skies" in de Nederlandse Top 40 - binnen: 13 januari 2007 | "Window in the Skies" in de Nederlandse Top 40 - binnen: 13 januari 2007 | "Window in the Skies" in de Nederlandse Top 40 - binnen: 13 januari 2007 | "Window in the Skies" in de Nederlandse Top 40 - binnen: 13 januari 2007 |
| Week                                                                     | 1                                                                        | 2                                                                        | 3                                                                        | 4                                                                        | 5                                                                        | 6                                                                        | 7                                                                        | 8                                                                        | 9                                                                        | 10                                                                       | 11                                                                       |                                                                          |
| ------------------------------------------------------------------------ | ------------------------------------------------------------------------ | ------------------------------------------------------------------------ | ------------------------------------------------------------------------ | ------------------------------------------------------------------------ | ------------------------------------------------------------------------ | ------------------------------------------------------------------------ | ------------------------------------------------------------------------ | ------------------------------------------------------------------------ | ------------------------------------------------------------------------ | ------------------------------------------------------------------------ | ------------------------------------------------------------------------ | ------------------------------------------------------------------------ |
| Nummer                                                                   | 3                                                                        | 1                                                                        | 1                                                                        | 2                                                                        | 4                                                                        | 3                                                                        | 4                                                                        | 11                                                                       | 16                                                                       | 20                                                                       | 34                                                                       | uit                                                                      |

Bono · The Edge · Adam Clayton · Larry Mullen jr.